# 李鳳 (正統進士)
李鳳（1414年—？），字朝陽，河南開封府祥符縣人，民籍。明朝政治人物。進士出身。

## 生平
河南鄉試第十八名。正統四年（1439年）己未科會試第九十一名，殿試登進士第二甲第七名。

## 家族
曾祖父李伯柔，曾任元泗州知州。祖父李彥亨，曾任湘府紀善。父亲李肻穫。